# Чемпіонат Європи з боротьби 2009
Чемпіонат Європи з боротьби 2009 проходив від 31 березня до 5 квітня в місті Вільнюс, Литва.

## Загальний медальний залік
| Місце | Країна      | Золото | Срібло | Бронза | Загалом |
| ----- | ----------- | ------ | ------ | ------ | ------- |
| 1     | Росія       | 7      | 4      | 5      | 16      |
| 2     | Азербайджан | 5      | 2      | 2      | 9       |
| 3     | Україна     | 3      | 3      | 5      | 11      |
| 4     | Вірменія    | 2      | 1      | 2      | 5       |
| 5     | Польща      | 1      | 2      | 1      | 4       |
| 6     | Швеція      | 1      | 1      | 3      | 5       |
| 7     | Болгарія    | 1      | 0      | 5      | 6       |
| 8     | Фінляндія   | 1      | 0      | 1      | 2       |
| 9     | Туреччина   | 0      | 2      | 4      | 6       |
| 10    | Білорусь    | 0      | 2      | 3      | 5       |
| 11    | Грузія      | 0      | 1      | 3      | 4       |
| 12    | Румунія     | 0      | 1      | 2      | 3       |
| 13    | Угорщина    | 0      | 1      | 1      | 2       |
| 14    | Литва       | 0      | 1      | 0      | 1       |
| 15    | Німеччина   | 0      | 0      | 2      | 2       |
| 16    | Чехія       | 0      | 0      | 1      | 1       |
| 16    | Франція     | 0      | 0      | 1      | 1       |
| 16    | Італія      | 0      | 0      | 1      | 1       |

### Рейтинг команд
| Місце | Вільна боротьба. Чоловіки | Вільна боротьба. Чоловіки | Греко-римська боротьба. Чоловіки | Греко-римська боротьба. Чоловіки | Вільна боротьба. Жінки | Вільна боротьба. Жінки |
| Місце | Команда                   | Очки                      | Команда                          | Очки                             | Команда                | Очки                   |
| ----- | ------------------------- | ------------------------- | -------------------------------- | -------------------------------- | ---------------------- | ---------------------- |
| 1     | Азербайджан               | 63                        | Росія                            | 54                               | Росія                  | 60                     |
| 2     | Росія                     | 43                        | Польща                           | 31                               | Україна                | 49                     |
| 3     | Україна                   | 41                        | Вірменія                         | 29                               | Польща                 | 42                     |
| 4     | Туреччина                 | 39                        | Азербайджан                      | 29                               | Румунія                | 27                     |
| 5     | Вірменія                  | 38                        | Білорусь                         | 26                               | Азербайджан            | 26                     |
| 6     | Грузія                    | 37                        | Швеція                           | 25                               | Швеція                 | 26                     |
| 7     | Болгарія                  | 27                        | Туреччина                        | 24                               | Угорщина               | 21                     |
| 8     | Білорусь                  | 21                        | Грузія                           | 22                               | Білорусь               | 21                     |
| 9     | Молдова                   | 17                        | Україна                          | 21                               | Іспанія                | 19                     |
| 10    | Греція                    | 11                        | Болгарія                         | 20                               | Болгарія               | 18                     |

## Медалісти

### Вільна боротьба. Чоловіки
| Категорія | Золото                              | Срібло                       | Бронза                       |
| 55 кг     | Наріман Ісрапілов Росія             | Бесаріон Гочашвілі Грузія    | Владислав Андрєєв Білорусь   |
| 55 кг     | Наріман Ісрапілов Росія             | Бесаріон Гочашвілі Грузія    | Радослав Веліков Болгарія    |
| 60 кг     | Зелімхан Гусейнов Азербайджан       | Адам Батиров                 | Малхаз Курдіані Грузія       |
| 60 кг     | Зелімхан Гусейнов Азербайджан       | Адам Батиров                 | Василь Федорошин Україна     |
| 66 кг     | Андрій Стадник Україна              | Джабраїл Гасанов Азербайджан | Малхаз Музіашвілі Грузія     |
| 66 кг     | Андрій Стадник Україна              | Джабраїл Гасанов Азербайджан | Жирайр Оганесян Вірменія     |
| 74 кг     | Чамсулвара Чамсулвараєв Азербайджан | Фірат Бінічі Туреччина       | Кіріл Терзієв Болгарія       |
| 74 кг     | Чамсулвара Чамсулвараєв Азербайджан | Фірат Бінічі Туреччина       | Мурад Гайдаров Білорусь      |
| 84 кг     | Сослан Кцоєв Росія                  | Ібрагім Алдатов Україна      | Науруз Темрезов Азербайджан  |
| 84 кг     | Сослан Кцоєв Росія                  | Ібрагім Алдатов Україна      | Гехан Явашер Туреччина       |
| 96 кг     | Хетаг Гозюмов Азербайджан           | Георгій Кетоєв Росія         | Серхат Бальчі Туреччина      |
| 96 кг     | Хетаг Гозюмов Азербайджан           | Георгій Кетоєв Росія         | Едгар Єнокян Вірменія        |
| 120 кг    | Алі Ісаєв Азербайджан               | Руслан Басієв Вірменія       | Василь Тесьминецький Україна |
| 120 кг    | Алі Ісаєв Азербайджан               | Руслан Басієв Вірменія       | Реджеп Кара Туреччина        |

### Греко-римська боротьба. Чоловіки
| Категорія | Золото                     | Срібло                    | Бронза                         |
| 55 кг     | Яні Хаапамякі Фінляндія    | Маріуш Лош Польща         | Александар Костадінов Болгарія |
| 55 кг     | Яні Хаапамякі Фінляндія    | Маріуш Лош Польща         | Бекхан Манкіев Росія           |
| 60 кг     | Ісламбек Альбієв Росія     | Едуард Барсегян Польща    | Іво Ангелов Болгарія           |
| 60 кг     | Ісламбек Альбієв Росія     | Едуард Барсегян Польща    | Еусебіо Діакону Румунія        |
| 66 кг     | Амбако Вачадзе Росія       | Михайло Семенов Білорусь  | Шарур Варданян Швеція          |
| 66 кг     | Амбако Вачадзе Росія       | Михайло Семенов Білорусь  | Манучар Цхадая Грузія          |
| 74 кг     | Арсен Джулфалакян Вірменія | Володимир Шацьких Україна | Сельджук Чебі Туреччина        |
| 74 кг     | Арсен Джулфалакян Вірменія | Володимир Шацьких Україна | Олександр Кікіньов Білорусь    |
| 84 кг     | Олексій Мішин Росія        | Назмі Авлуджа Туреччина   | Віталій Ліщинський Україна     |
| 84 кг     | Олексій Мішин Росія        | Назмі Авлуджа Туреччина   | Шалва Гадабадзе Азербайджан    |
| 96 кг     | Асланбек Хуштов Росія      | Міндаугас Ежерскіс Литва  | Марек Швець Чехія              |
| 96 кг     | Асланбек Хуштов Росія      | Міндаугас Ежерскіс Литва  | Джиммі Лідберг Швеція          |
| 120 кг    | Юрій Патрикеєв Вірменія    | Джалмар Сьоберг Швеція    | Дік-Бардош Міхай Угорщина      |
| 120 кг    | Юрій Патрикеєв Вірменія    | Джалмар Сьоберг Швеція    | Ніко Шмідт Німеччина           |

### Вільна боротьба. Жінки
| Категорія | Золото                       | Срібло                            | Бронза                    |
| 48 кг     | Марія Стадник Азербайджан    | Естера Добре Румунія              | Саріанна Савола Фінляндія |
| 48 кг     | Марія Стадник Азербайджан    | Естера Добре Румунія              | Лілія Каскаракова Росія   |
| 51 кг     | Катерина Краснова Росія      | Емеше Сабо Угорщина               | Юлія Благиня Україна      |
| 51 кг     | Катерина Краснова Росія      | Емеше Сабо Угорщина               | Франсін де Паола Італія   |
| 55 кг     | Наталя Синишин Україна       | Олена Філіпова Білорусь           | Наталя Смирнова Росія     |
| 55 кг     | Наталя Синишин Україна       | Олена Філіпова Білорусь           | Ана Марія Павал Румунія   |
| 59 кг     | Юганна Маттссон Швеція       | Ірина Харів Україна               | Юлія Реквава Росія        |
| 59 кг     | Юганна Маттссон Швеція       | Ірина Харів Україна               | Мер'єм Селлум Франція     |
| 63 кг     | Моніка Михалик Польща        | Альона Карташова Росія            | Генна Юганссон Швеція     |
| 63 кг     | Моніка Михалик Польща        | Альона Карташова Росія            | Штефані Штюбер Німеччина  |
| 67 кг     | Катерина Бурмістрова Україна | Зумруд Курбангаджиєва Азербайджан | Раліца Іванова Болгарія   |
| 67 кг     | Катерина Бурмістрова Україна | Зумруд Курбангаджиєва Азербайджан | Юлія Бартновська Росія    |
| 72 кг     | Станка Златева Болгарія      | Альона Стародубцева Росія         | Агнєшка Вєщек Польща      |
| 72 кг     | Станка Златева Болгарія      | Альона Стародубцева Росія         | Світлана Саєнко Україна   |